# PGC 48080
LEDA/PGC 48080, auch UGC 8609, ist eine Balken-Spiralgalaxie vom Hubble-Typ SABc im Sternbild Jagdhunde am Nordsternhimmel. Sie ist schätzungsweise 348 Millionen Lichtjahre von der Milchstraße entfernt und hat einen Durchmesser von etwa 125.000 Lichtjahren. Vom Sonnensystem aus entfernt sich das Objekt mit einer errechneten Radialgeschwindigkeit von näherungsweise 7.700 Kilometern pro Sekunde.
Im selben Himmelsareal befinden sich unter anderem die Galaxien IC 4306, PGC 2036065, PGC 2037143, PGC 3088773.